# Java 2
Java 2 est le framework standard Java proposé par Sun Microsystems (maintenant Oracle Corporation).
Il regroupe un ensemble de spécifications et d'API consolidant la plateforme Java Sun première génération. Il en existe quatre éditions :
- J2SE : Java 2 Standard Edition comprenant les API et bibliothèques de bases, ainsi que les API destinés au poste client (comme JFC) ;
- J2EE : Java 2 Enterprise Edition destinée aux développements des applications d'entreprises. Sun propose en plus des spécifications, des mises en œuvre illustratives. De nombreux éditeurs proposent leurs propres mises en œuvre au sein de frameworks ;
- J2ME : Java 2 Micro Edition destinée aux systèmes mobiles tel que par exemple, les assistants personnels ou les téléphones portables ;
- JavaFX ayant pour but de permettre de créer des applications internet riches (RIA).